# Тарасов, Гавриил Асланович
Гавриил Асланович Тарасов — московский купец первой гильдии армянского (точнее, черкесогайского) происхождения из династии Тарасовых. Совладелец «Товарищества мануфактур братьев Тарасовых». Гавриил Тарасов заказал архитектору И. В. Жолтовскому строительство известного Дома Тарасова, до окончания которого, однако, не дожил.

## Биография
Родился на Кавказе, год рождения достоверно не известен. Сын основателя купеческой династии Аслана Тарасова (Тороса, Торосяна; ум. 1857 в должности почётного сельского судьи), имел четырёх братьев — Ивана, Александра, Лазаря и Михаила. Сначала все они жили на Юге России, а центром семейного дела был город Армавир, где в 1839 или 1841 Аслан Тарасов открыл свою первую лавку и стал торговать «красным» товаром. Некоторое время они были приписаны к купечеству сначала Нахичевани, а затем Екатеринодара (в советское время город был переименован в Краснодар).
После смерти отца основные активы достались старшему сыну Ивану, который возглавил дело. Однако в итоге каждый из братьев участвовал в управлении старыми и новыми семейными предприятиями. В 1902 году получили золотую медаль на выставке, устроенной Кубанским экономическим обществом (вторую аналогичную — в 1910). В 1903 братья Тарасовы переехали в Первопрестольную и стали московскими купцами. В этом же году в Москву было перенесено правление их Товарищества.
Гавриил Тарасов владел Екатеринодарской Большой мануфактурой. В 1899 или 1900 году было учреждено «Товарищество мануфактур братьев Тарасовых». Вместе с Николаем Лазаревичем Тарасовым они выделили деньги на возведение в Краснодаре дома на улице Графской (затем Советской). Проект этого здания подготовил архитектор Николай Митрофанович Козо-Полянский. Дом был торжественно заложен на подворье армянской Успенской церкви уже в 1913 году, то есть после смерти Гавриила Аслановича.

### Дом Тарасова
См. статью Дом Тарасова

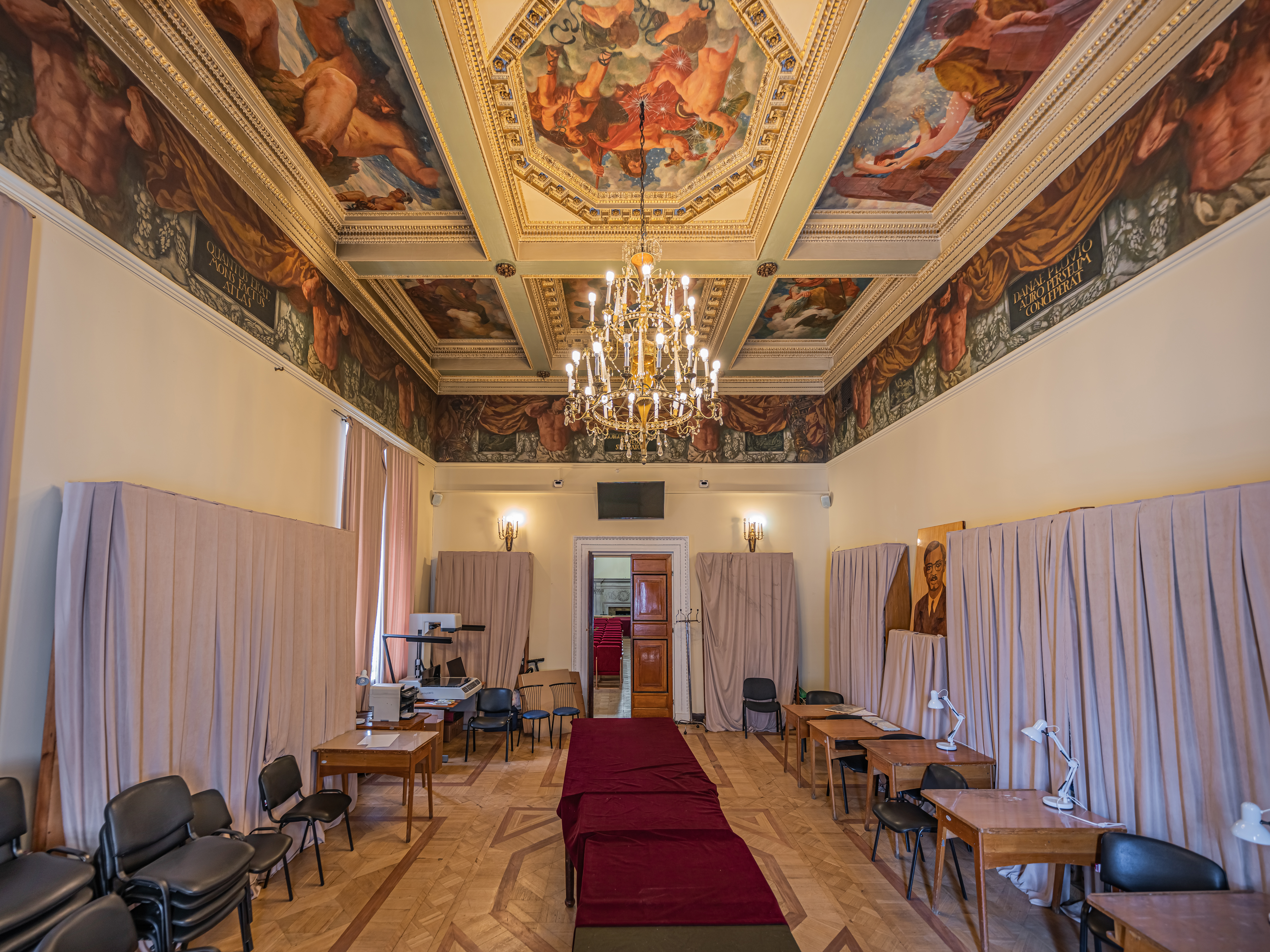
Один из залов дома Тарасова с потолком, расписанным под руководством Евгения Лансере

В 1907 году купец приобрел участок земли для строительства своего особняка. Дом должен был копировать итальянское палаццо Тьене. В нём предусматривались передовые для своего времени новшества — электричество, санузлы, грузовой лифт. В 1911 у предпринимателя родился внук, а сам Гавриил Тарасов скончался. В следующем, 1912 году его особняк на Патриарших прудах, фасадом выходящий на Спиридоновку, почти сразу ставший достопримечательностью Москвы, был закончен сыновьями. Он отличался богатыми интерьерами, в значительной степени сохранившимися до наших дней. В особняке располагались Верховный Суд СССР, Посольство Германии, а в наши дни особняк занимает Институт Африки РАН. В 1912 ежегодник «Московский архитектурный мир» назвал этот памятник «сказкой былых времен». Иногда его называют «московским дворцом дожей». На парадном фасаде здания в память о заказчике написано: «GABRIELUS TARASSOF FECIT ANNO DOMINI», то есть: «Габриэль Тарасов сделал лета Господня». Цифры года при этом не сохранились.
После смерти отца его сыновьям пришлось заплатить за дом городской управе крупную сумму как наследникам покойного. Их протесты и попытки доказать, что строение не такое уж и роскошное, так как использованные при строительстве материалы не дорогие при этом не помогли — чиновники обосновывали свои требования, в числе прочего, шикарным убранством дома, наличием украшений и упоминаниями здания в архитектурных журналах.

## Семья
Сыновья Гавриила Аслановича Георгий и Саркис покинули Россию в результате революционных событий 1917 года. Его внучатым племянником является крупный французский писатель Анри Труайя.
Покровитель искусств и самоубийца Николай Лазаревич Тарасов приходился Г. А. Тарасову племянником.
Первый советский миллионер Артём Тарасов происходил, по разным источникам, от Гавриила или Михаила Тарасова. Он никогда не пытался предъявить права на дореволюционную собственность (в том числе недвижимость) членов купеческой династии.